# N4 - Kopenhagen-Søndervig
De N4 - Kopenhagen-Søndervig (Deens: København-Søndervig) is een landelijke langeafstandsfietsroute in Denemarken. De route verbindt de hoofdstad van het land Kopenhagen met de westkant bij de Waddenzee in Søndervig. Het traject is bewegwijzerd in twee richtingen met het cijfer 4 en is onderdeel van de nationale fietsroutes van Denemarken.

## Traject
De route begint op het eiland Seeland in de hoofdstad Kopenhagen. Hier kan worden aangesloten op de EuroVelo EV7 Route van de Zon, de EuroVelo EV10 Oostzeeroute en de landelijke routes N2 - Hanstholm-Kopenhagen, N6 - Esbjerg-Kopenhagen en N9 - Gedser-Helsingør. Ook start hier de Radfernweg Berlijn-Kopenhagen welke in Denemarken parallel loopt met de N9. De EV7, EV10 en N9 lopen parallel mee tot Køge waar ze de route verlaten. De N6 loopt eveneens parallel mee.
Na de stad Roskilde verlaat de N6 bij Kirke Hvalsø de route. In Seeland wordt ook de landelijke route N7 - Sjællands Odde-Rødbyhavn gekruist. In Kalundborg wordt met de veerboot overgestoken naar het eiland Samsø dat wordt overgestoken. Met veerboot wordt vervolgens overgestoken naar Jutland.
In kustplaats Hou gaat de route verder en kruist deze de landelijke route N5 - Oostkustroute. Halverwege Jutland kruist de route ook de EuroVelo EV3 Pelgrimsroute en de landelijke route N3 - Ossenwegroute. Het laatste deel van de route voert langs de Ringkøbingfjord naar de Waddenzee en het eindpunt Søndervig. Hier kan worden overgestapt op de EuroVelo EV12 Noordzeeroute en de landelijke route N1 - Westkustroute.

## Aansluitingen met Europese routes
- Tussen Kopenhagen en Køge loopt de route parallel met de EuroVelo EV7 Route van de Zon.
- Tussen Kopenhagen en Køge loopt de route parallel met de EuroVelo EV10 Oostzeeroute.
- In Vrads kruist de route de EuroVelo EV3 Pelgrimsroute.
- In Søndervig kan worden aangesloten op de EuroVelo EV12 Noordzeeroute.

## Aansluitingen met andere routes
- In Kopenhagen kan worden aangesloten op de landelijke route N2 - Hanstholm-Kopenhagen.
- Tussen Kopenhagen en Køge loopt de route parallel met de landelijke route N9 - Gedser-Helsingør.
- Tussen Kopenhagen en Kirke Hvalsø loopt de route parallel met de landelijke route N6 - Esbjerg-Kopenhagen.
- In Skamstrup kruist de route de landelijke route N7 - Sjællands Odde-Rødbyhavn.
- In Hou kruist de route de landelijke route N5 - Oostkustroute.
- In Vrads kruist de route de landelijke route N3 - Ossenwegroute.
- In Søndervig kan worden aangesloten op de landelijke route N1 - Westkustroute.